# Ellsworth (New Hampshire)
Ellsworth ist der Name einer Town im Grafton County von New Hampshire, einem der Neuenglandstaaten der USA. Das U.S. Census Bureau hat bei der Volkszählung 2020 eine Einwohnerzahl von 93 ermittelt. Ellsworth ist, nach der Bevölkerungszahl, die zweitkleinste Town in New Hampshire und die einzige trockene, in der kein Alkohol verkauft wird. Der Name bezieht sich auf Oliver Ellsworth.

## Geographie

### Lage
Ellsworth liegt im Westen der White Mountains mittig im Grafton County abgeschieden und von Höhen umgeben. Das Land ist uneben und wenig fruchtbar.

### Nachbargemeinden
Im Norden grenzt Ellsworth an Woodstock, im Osten an Thornton und Campton, im Süden an Rumney und im Westen an Warren.

### Berge
Mount Kineo, 3313 Fuß (1010 m) hoch, ist die höchste Erhebung in Ellsworth. Er trägt seinen Namen möglicherweise nach einem Häuptling, der am Berg jagte.

### Gewässer
Der Ellsworth Pond wird durch den aus dem Zusammenfluss von Warren und Buzell Brook entstandenen Moulton Brook gespeist und entwässert über den West Branch Brook zum Pemigewasset River. Die Südgrenze touchiert den Stinson Lake.

## Geschichte
Das Gebiet von Ellsworth war vor der Besiedlung ein bekanntes Jagdgebiet der indigenen Bevölkerung. Im Gebiet der Glen Ponds wurden Überreste von Lagern gefunden.
Die Siedlungskonzession für das Gebiet des heutigen Ellsworth und umliegende Ländereien datiert auf den 1. Mai 1769. Konzessionsinhaber war Barlow Trecothick, nach dem das Gebiet benannt wurde. Der erste Siedler kam 1790 aus Gilmanton. 1802 wurde Ellsworth unter diesem Namen als unabhängige Gemeinde registriert. 1859 hatte Ellsworth vier Schulen, eine Kirche, Korn- und fünf Säge- sowie zwei Schindelmühlen. Ahornsirup wurde in Mengen über den Eigenbedarf hinaus produziert. Eine weitere Einkommensquelle war zeitweise der Verkauf von Kleesamen. Ellsworth hatte keine Beherbergungsbetriebe, war aber im 19. Jahrhundert ein beliebtes Ziel von Jagd- und Angeltourismus. Die 1824 erbaute Kirche wurde 1860 repariert und bot Platz für 200 Personen. Die Gemeinde dazu, zu dem Zeitpunkt mit 38 Mitgliedern, war 1799 gegründet worden. 1885 wurden in zwei Schulen 64 Schüler unterrichtet.

### Bevölkerungsentwicklung
| Volkszählungsergebnisse – Ellsworth, New Hampshire | Volkszählungsergebnisse – Ellsworth, New Hampshire | Volkszählungsergebnisse – Ellsworth, New Hampshire | Volkszählungsergebnisse – Ellsworth, New Hampshire | Volkszählungsergebnisse – Ellsworth, New Hampshire | Volkszählungsergebnisse – Ellsworth, New Hampshire | Volkszählungsergebnisse – Ellsworth, New Hampshire | Volkszählungsergebnisse – Ellsworth, New Hampshire | Volkszählungsergebnisse – Ellsworth, New Hampshire | Volkszählungsergebnisse – Ellsworth, New Hampshire | Volkszählungsergebnisse – Ellsworth, New Hampshire |
| Jahr                                               | 1773                                               | 1800                                               | 1810                                               | 1820                                               | 1830                                               | 1840                                               | 1850                                               | 1860                                               | 1870                                               | 1880                                               |
| -------------------------------------------------- | -------------------------------------------------- | -------------------------------------------------- | -------------------------------------------------- | -------------------------------------------------- | -------------------------------------------------- | -------------------------------------------------- | -------------------------------------------------- | -------------------------------------------------- | -------------------------------------------------- | -------------------------------------------------- |
| Einwohner                                          | 58                                                 | 47                                                 | 142                                                | 213                                                | 235                                                | 300                                                | 320                                                | 302                                                | 193                                                | 209                                                |
| Jahr                                               | 1890                                               | 1900                                               | 1910                                               | 1920                                               | 1930                                               | 1940                                               | 1950                                               | 1960                                               | 1970                                               | 1980                                               |
| Einwohner                                          | 150                                                | 107                                                | 46                                                 | 30                                                 | 28                                                 | 26                                                 | 24                                                 | 3                                                  | 13                                                 | 53                                                 |
| Jahr                                               | 1990                                               | 2000                                               | 2010                                               | 2020                                               | 2030                                               | 2040                                               | 2050                                               | 2060                                               | 2070                                               | 2080                                               |
| Einwohner                                          | 74                                                 | 87                                                 | 83                                                 | 93                                                 |                                                    |                                                    |                                                    |                                                    |                                                    |                                                    |

## Infrastruktur und Gemeindeeinrichtungen
Feuerwehr und medizinischer Notdienst werden von den entsprechenden Organen von Campton-Thornton übernommen, mit dem Polizeidienst ist die New Hampshire State Police beauftragt. Das nächstgelegene Krankenhaus ist das Speare Memorial Hospital in Plymouth. Die Teilnahme am Recyclingprogramm zur Müllentsorgung ist verpflichtend, Wasserver- und -entsorgung werden mit privaten Brunnen und Abwassertanks sichergestellt. Der Besuch der Grundschule erfolgt in Plymouth, die weiterführenden Schulen sind die des Pemi-Baker-Schulverbundes.

### Verkehr
Ellsworth ist durch Ortsstraßen erschlossen, der nächstgelegene Interstate ist der Interstate 93 im Osten. Von dort führt die Ellsworth Hill Road durch das Gebiet, die in Rumney als im Winter geschlossene Stinson Lake Road zur NH 25 führt. In Plymouth existiert ein Flugfeld mit Grasbahn, die nächstgelegene Asphaltpiste ist der Newfound Valley Airport in Bristol, der nächstgelege Flughafen mit Linienverkehr in Lebanon.